# Municipio de Smithbridge
El municipio de Smithbridge (en inglés, Smithbridge Township) es una subdivisión territorial del condado de Macon, Carolina del Norte, Estados Unidos. Según el censo de 2020, tiene una población de 4047 habitantes.
Es una subdivisión exclusivamente territorial. No tiene autoridades ni funciones asignadas.

## Geografía
Está ubicado en las coordenadas 35°2′49″N 83°25′49″O / 35.04694, -83.43028 (35.047044, -83.430353).